# Каннель (коммуна)
Каннель (фр. Cannelle, корс. Cannelle) — коммуна во Франции, находится в регионе Корсика. Департамент коммуны — Южная Корсика. Входит в состав кантона Севи-Сорру-Чинарка. Округ коммуны — Аяччо.
Код INSEE коммуны — 2A060.

## Население
Население коммуны на 2008 год составляло 47 человек.
| 1962 | 1968 | 1975 | 1982 | 1990 | 1999 | 2008 |
| ---- | ---- | ---- | ---- | ---- | ---- | ---- |
| 31   | 53   | 38   | 21   | 25   | 32   | 47   |

## Экономика
В 2007 году среди 31 человека в трудоспособном возрасте (15—64 лет) 27 были экономически активными, 4 — неактивными (показатель активности — 87,1 %, в 1999 году было 62,5 %). Из 27 активных работали 26 человек (15 мужчин и 11 женщин), безработной была 1 женщина. Среди 4 неактивных 2 человека были учениками или студентами, 1 — пенсионером, 1 был неактивным по другим причинам.